# Contele de Monte Cristo (film din 2002)
Contele de Monte Cristo este un film american de aventuri de tip dramă istorică din 2002, care este o adaptare a romanului cu același nume din 1844 de Alexandre Dumas, produs de Roger Birnbaum⁠(d), Gary Barber⁠(d) și Jonathan Glickman⁠(d) și regizat de Kevin Reynolds. Filmul îi are în distribuție pe Jim Caviezel, Guy Pearce, Richard Harris, James Frain, Dagmara Dominczyk și Luis Guzmán. Urmează intriga generală a romanului, cu păstrarea poveștii principale a închisorii și a răzbunării, dar multe elemente, inclusiv relațiile dintre personajele majore și sfârșitul, au fost modificate, simplificate, adăugate sau eliminate.
Contele de Monte Cristo a fost lansat în Statele Unite pe 25 ianuarie 2002, cu recenzii în general pozitive din partea criticilor. A avut succes comercial, încasând 75 de milioane de dolari.

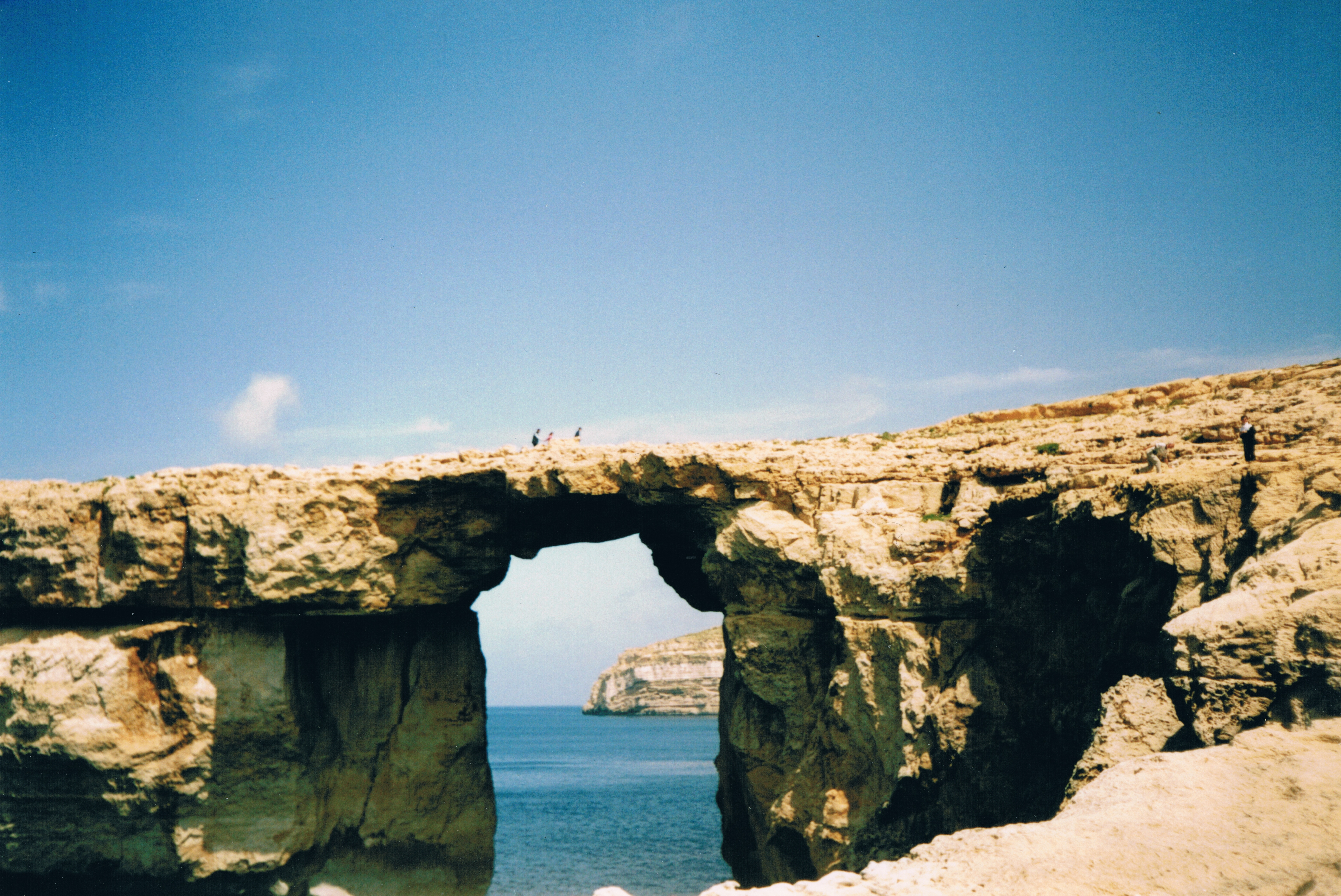
Fereastra de Azur din Gozo apare pe fundalul unor scene (poză din 2003).

## Recepția critică
Pe Rotten Tomatoes, filmul are un rating de aprobare de 73% pe baza a 143 de recenzii, cu un rating mediu de 6,71/10. Consensul criticilor site-ului spune: „Deși s-ar putea să nu atingă noi culmi artistice, Contele de Monte Cristo este un film de capă și spadă de modă veche, dar plăcut”. La Metacritic, filmul are un scor mediu ponderat de 61 din 100, bazat pe 33 de critici, indicând „recenzii favorabile în general”. Publicul chestionat de CinemaScore a acordat filmului o notă medie de „A” pe o scară de la A+ la F.
Roger Ebert a acordat filmului 3 stele din 4, scriind: „Contele de Monte Cristo este un film care încorporează pirateria, pe Napoleon în exil, trădarea, izolarea, mesajele secrete, tunelurile de evadare, luptele de scrimă, momentele comice, o hartă a comorilor, înalta societate pariziană și răzbunarea dulce și aduce totul în sub două ore, cu performanțe teatrale de actori buni care se distrează clar. Acesta este genul de film de aventuri pe care studiourile le-au produs în Epoca de Aur - atât de tradițional încât aproape că se simte nou".